# Dubrovsko
Dubrovsko är ett samhälle i Montenegro. Det ligger i den centrala delen av landet, 70 km norr om huvudstaden Podgorica. Dubrovsko ligger 1 069 meter över havet och antalet invånare är 153.
Terrängen runt Dubrovsko är huvudsakligen kuperad, men åt nordväst är den bergig. Runt Dubrovsko är det ganska glesbefolkat, med 48 invånare per kvadratkilometer. Närmaste större samhälle är Žabljak, 19,7 km nordost om Dubrovsko. Omgivningarna runt Dubrovsko är en mosaik av jordbruksmark och naturlig växtlighet.